# Okenní osa

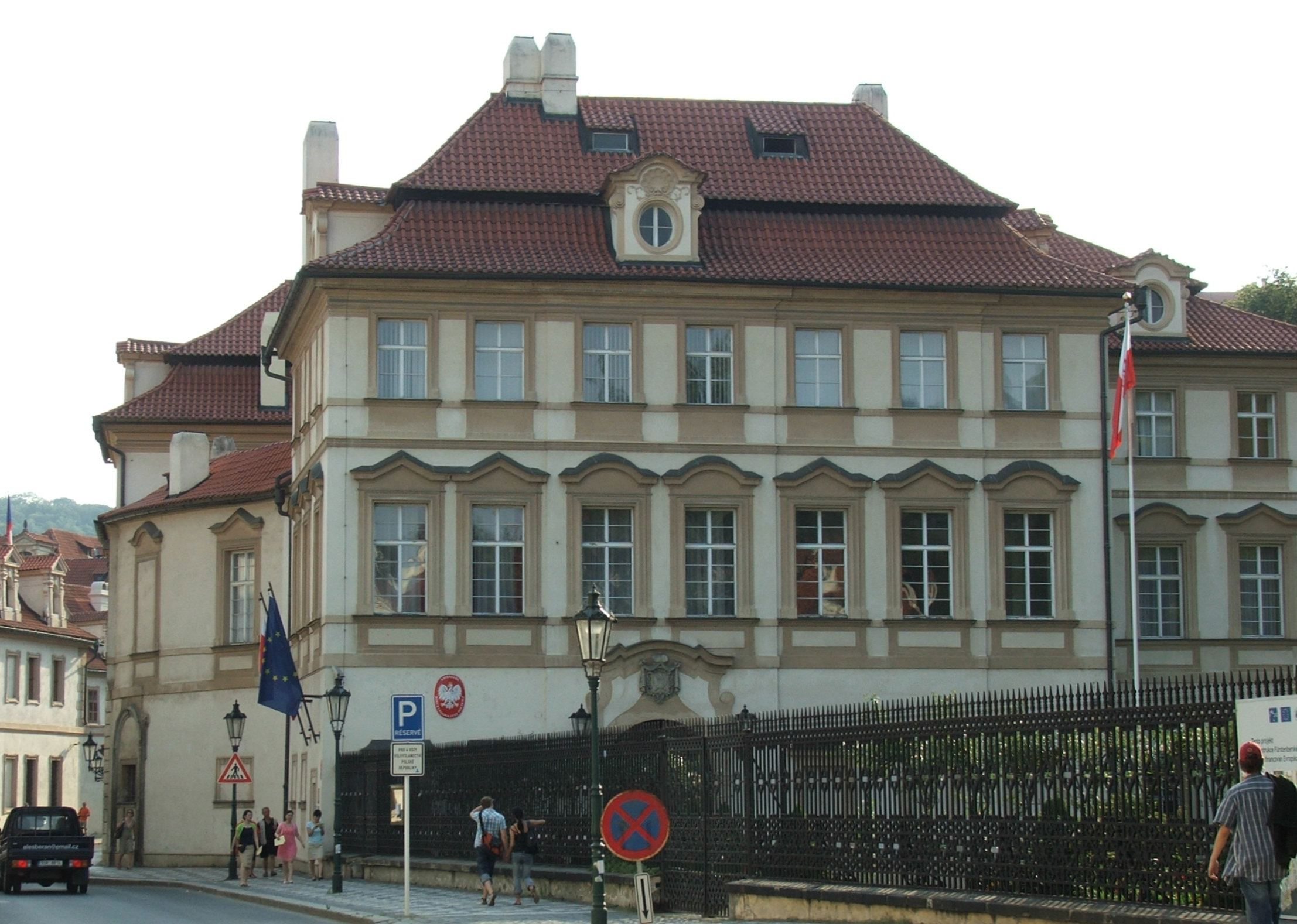
Boční fasáda Fürstenberského paláce v Praze má sedm okenních os

Okenní osu vícepodlažních budov tvoří všechna okna, umístěná nad sebou, a to i když jsou v průčelí pouze naznačená, zazděná (slepá) a podobně. U budov s pravidelným průčelím má rozvržení okenních os, rizalitů a pod. zásadní význam, zejména v renesanční, barokní a klasicistické architektuře.